# هيدروكودون
هيدروكودون (بالإنجليزية: Hydrocodone)‏ يعتبر أحد أدوية مجموعة الأفيونات والذي يستخدم على نطاق واسع لتثبيط السعال الشديد وعلاج الألم المتوسط إلى الشديد. وهذا الدواء أحد الأدوية التي يساء استخدامها وإدمانها بشكل شائع مما يؤدي إلى الاصابة بضطراب استخدام الأفيونات وهو الادمان على المواد الأفيونية وعدم علاج الإدمان يتسبب بالنهاية باخد جرعة زائدة والإصابة أمراض خطيرة وإصابات قد تصل إلى الوفاة. والجرعات العالية قد ينتج عنها مشاكل في التنفس أو توقف للقلب واختلال للوظائف الحركية والذهنية. شددت الحكومة الأميركية القيود على مادة الهيدروكودون.

## الاستخدام الطبي
يستخدم هيدروكودون لعلاج الآلام المتوسطة والشديدة وباعتباره مضاد للسعال لعلاج السعال. وفي إحدى الدراسات مقارنة فاعلية هيدروكودون مع أوكسيكودون، فقد وجد أن الأمر استغرق 50٪ أكثر هيدروكودون لتحقيق نفس الدرجة من انقباض حدقة العين ( انكماش الحدقة).

## آلية العمل
يقلِّل الهَيدرُوكُودون الإحساسَ بالألم عن طريق الارتباط بمستقبلات ميو الافيونية (MOR)، مما يقلِّل من إفراز النواقل العصبيَّة المسؤولة عن الألم مثل الإندورفينات كما يعمل الهَيدرُوكُودون على تثبيط الجهاز التنفسي من خلال التثبيط المباشر لنشاط مركز التنفس في جذع المخ كما ان ارتباط اشباه الأفيونات والديكستروميثورفان في مستقبل دلتا الافيوني ينتج تاثيرات مثبطة للسعال.

## الآثار الجانبية
- غثيان.
- انزعاج معدة.
- فقدان شهية.
- تعب، خمول، ضعف.
- صداع.[7]
- جفاف فم.
- أخبر طبيبك إذا أصبح معدل ضربات القلب لديك أسرع من الطبيعي أو عن أي ألم بالصدر أو كوابيس أو هلوسة أو رؤية مشوّشة أو مشكلة بالتبول.
- لأن هيدروكودون قد يسبّب خمول، يحذر من استعماله أثناءالمهام التي تتطلّب اليقظة.

## التداخلات الدوائية
- مضادات الاكتئاب، مثل الأميتريبتيلين أميتربتيلين والإيميبرامين إيميبرامين.
- الأتروبين أتروبين.
- الديمينهيدرينات Dimenhydramine.
- الإبراتروبيوم (الأتروفينت Atrovent).
- أدوية القولون العصبي، مثل الهيوسيامين هيوسيامين.
- يجب تجنُّب الكحول لدى استعمال هذا الدَّواء، لأنَّ ذلك قد يزيد من خطر أمراض الكبد.[8][9]